# 등록 (부동산)
|                                           |
| 미국의 재산법                             |
| 미국법 시리즈                             |
| 재산 획득                                 |
| 증여 · 취득시효 · 채권양도                |
| 유실물                                    |
| 처분 · 위탁 · 허가                        |
| 재산권                                    |
| 완전 사유권 · 단순부동산권 · 한사부동산권 |
| 생애부동산권 · 조건부 부동산권            |
| 미래권리 · 부동산 공동소유                |
| 부동산임차권 · 연립주택                   |
| 토지권리의 양도 증서                      |
| 선의의 취득자 · 권원등기제도              |
| 양도증서에 의한 금반언 · 권리 포기서      |
| 임대차 · 형평법상 재산권의 이전           |
| 소유권부담제거소송 · 국가귀속             |
| 미래사용 제한                             |
| 양도제한                                  |
| 영구구속금지의 원칙                       |
| 쉘리사건의 원칙                           |
| 상속권원우선원칙                          |
| 비소유 토지권                             |
| 지역권 · 이익                             |
| 토지와 함께 이전하는 약관                 |
| 에퀴티상의 지역권                         |
| 관련 주제                                 |
| 부착물 · 훼손 · 분할                      |
| 용수권                                    |
| 측면‧지하지지권                           |
| 네모닷                                    |
| 미국법의 다른 영역                        |
| 계약법 · 불법행위법                       |
| 유언신탁법                                |
| 형법 · 증거법                             |

등록이란 한 부동산에 대해 양립할 수 없는 두 명의 권리자가 나타는 경우, 어느 쪽을 권리자로 인정할 것인지를 정해주는 미국의 법률로 물권 취득 이후 권리행사증서를 공부상에 등록하는 것을 장려하는 제도를 말한다. 등록법상 양수인이 물권 취득 이후 권리행사증서를 공부하지 않은 경우, 양수인보다 늦게 당해 물건을 대가를 치르고 취득한 제3자가 당해 물건을 취득한 것으로 간주한다. 선의 우선주의(Notice statute)는 선양수인의 양수 여부를 몰랐던 모든 후양수인을 보호하고, 선순위 우선주의(race statute)는 2차 매수자의 선, 악의를 불문하고 후양수인이 먼저 등기소에 가서 등록했어야만 보호를 받는다. 절충적으로 선의 선순위 우선주의는 등기도 먼저 하고, 선의인 경우에만 2차매수자가 유효하게 권리를 취득한다.

## 참고 문헌
- 박홍래, 미국 재산법, 전남대학교 출판부, 2004.

## 같이 보기
- 등기
- 이중매매
- 공신의 원칙
- 공시의 원칙
- 엄페물의 법칙